# NGC 1267
NGC 1267 is een elliptisch sterrenstelsel in het sterrenbeeld Perseus. Het hemelobject werd op 20 september 1784 ontdekt door de Duits-Britse astronoom William Herschel.

## Synoniemen
- PGC 12331
- UGC 2657
- MCG 7-7-55
- ZWG 540.92